# 維納斯堡 (華盛頓州)
維納斯堡（英語：Venersborg）是美国华盛顿州克拉克县的一個普查规定居民点（CDP），2000年美國人口普查時人口為2,085人。
最初為瑞典人聚居地。